# If you wanna
「If you wanna」（イフ・ユー・ワナ）は、2017年8月30日にPerfume Records / ユニバーサルJから発売されたPerfumeの24作目のシングル。

## 背景
前作「TOKYO GIRL」以来、約6か月ぶりとなる2017年第2弾シングル。
シングルとしては「Relax In The City/Pick Me Up」以来となる、完全生産限定盤、初回限定盤、通常盤の3形態が発売された。前者2種類の特典DVDには共通して「Everyday」のミュージックビデオが収録されており、更に完全生産限定盤には「Everyday」ミュージックビデオのメイキング映像、そして同年6月に千葉・幕張メッセにて行われた「Perfume FES!! 2017」より「TOKYO GIRL」、「宝石の雨」のパフォーマンス映像が収録されている。対して、初回限定盤には「Perfume View」が収録されている。
表題曲「If you wanna」は、サンスター「Ora2×Perfume くちもとBeauty Project」CMソング 。
Perfumeの楽曲として、初めてフューチャー・ベースを大々的に取り入れた曲であり、のっち曰く「あの曲調ってアルバムの中の攻めの1曲っていう印象だった」とのこと。そのため、Perfumeチーム内でも「If you wanna」か「Everyday」のどちらをシングル表題曲にするかを決定する会議が行われ、スタッフが中田ヤスタカに「If you wanna」をシングル曲として発表する意図を聞く事もあった。その際、中田は「フューチャーベースっていうのは海外では既に流行っていて、（中略）Perfumeがこの曲をテレビとかみんなに見てもらえる場所で歌うことによって、この曲調がお茶の間に広がるんじゃないかってのを期待して作った」という思いを伝えたという。
12月2日に石川・石川県産業展示館4号館にて開催された「OTONOKO 2017」では、中田ヤスタカが本曲をDJブースでプレイした際、Perfumeがゲスト出演しパフォーマンスを披露した。ちなみに、Perfumeが「FUSION」を披露した際には中田が登場し、これが2組のライブ初共演となった。

カップリング曲「Everyday」は、パナソニックとのコラボレーションによる「AWA DANCE」キャンペーンで制作された楽曲。

## ミュージックビデオ
「If you wanna」
監督は、以前からPerfumeのライブ演出に携わっているTAKCOM。製作上の都合のため
、PVは初回盤特典DVDには収録されず、後に発売された「Perfume Clips 2」にて初収録された。
「Everyday」
過去に「FLASH」や、「Sweet Refrain」等のミュージックビデオを担当した田中裕介が監督を務めている。パナソニック洗濯機の泡洗浄と関連し、PVは泡をテーマに制作された。振付にも泡や洗い方の動作などが表現されており、あ～ちゃんは、
「叩き洗いとかもみ洗いとか、いろんなことをダンスでやってるんですけど。ダンスであそこまで組み込むのも初めてだし、最初聞いた時は笑っちゃったけど、『あんなオシャレに展開出来るんだ。MIKIKO先生、天才！』って誰もが思ったし、なんでも難題をクリアしていってくれるんだね。この曲も、あの振付で輝きを増しました。」とコメントしている
。
シングル発売後も、2種類のミュージックビデオ（「Everyday -AWA DANCE 360°VR ver.-」、「Everyday -AWA DANCE ver.2.0-」）が製作された。

## CD

### 収録曲
| 全作詞・作曲・編曲: 中田ヤスタカ。 |                                          |              |              |      |
| #                                  | タイトル                                 | 作詞         | 作曲・編曲   | 時間 |
| 1.                                 | 「If you wanna」                         | 中田ヤスタカ | 中田ヤスタカ | 2:43 |
| 2.                                 | 「Everyday」                             | 中田ヤスタカ | 中田ヤスタカ | 3:46 |
| 3.                                 | 「If you wanna -Original Instrumental-」 | 中田ヤスタカ | 中田ヤスタカ | 2:43 |
| 4.                                 | 「Everyday -Original Instrumental-」     | 中田ヤスタカ | 中田ヤスタカ | 3:47 |
| 合計時間:                          | 合計時間:                                | 12:59        |              |      |

### 完全生産限定盤
通常盤と同じCDに加え、下記のDVDが付属する。
| #  | タイトル                            | 作詞 | 作曲・編曲 |
| -- | ----------------------------------- | ---- | ---------- |
| 1. | 「Everyday -Video Clip-」           |      |            |
| 2. | 「Everyday メイキング映像-」        |      |            |
| 3. | 「TOKYO GIRL -Perfume FES!! 2017-」 |      |            |
| 4. | 「宝石の雨 -Perfume FES!! 2017-」   |      |            |

### 初回限定盤
通常盤と同じCDに加え、下記のDVDが付属する。
| #  | タイトル                  | 作詞 | 作曲・編曲 |
| -- | ------------------------- | ---- | ---------- |
| 1. | 「Everyday -Video Clip-」 |      |            |
| 2. | 「Perfume View」          |      |            |